# Valter Birsa
Valter Birsa (* 7. August 1986 in Šempeter pri Gorici, Nova Gorica) ist ein ehemaliger slowenischer Fußballspieler. Er ist Linksfuß und konnte sowohl auf der linken, als auch auf der rechten Flügelseite eingesetzt werden, außerdem konnte er auch im offensiven Mittelfeld spielen.

## Karriere

### Verein
Birsas Karriere begann bereits im Alter von fünf Jahren, als er für NK Bilje spielte, einem kleinen Fußballclub in der Nähe von Nova Gorica. Er wechselte später zu NK Primorje und mit 17 Jahren zum ND Gorica. In der zweiten Saison erzielte er 27 Tore für seine Mannschaft in der Slovenska Nogometna Liga. 2006 wechselte er zum FC Sochaux-Montbéliard in die französische Ligue 1. Nach mehreren Leihgeschäften mit AJ Auxerre wechselte er 2009 für 1,5 Millionen Euro nach Auxerre.
Ende August 2013 wechselte Birsa zur AC Mailand. Im Gegenzug wechselte Luca Antonini zum CFC Genua. Zur Saison 2014/15 wechselte er auf Leihbasis zu Chievo Verona. 2015 wurde er schließlich fest verpflichtet und konnte sich seitdem etablieren. Am ersten Spieltag der Saison 2016/17 erzielte er bei einem 2:0-Heimsieg gegen Inter Mailand beide Treffer.

### Nationalmannschaft
Birsa spielte außerdem für die slowenische Nationalmannschaft und war mit 18 Jahren der bis dahin jüngste slowenische Nationalspieler. Ab 2006 war Birsa fester Bestandteil von Slowenien und vertrat sein Heimatland bei der Fußball-Weltmeisterschaft 2010.